# Saint-Martin-de-Juillers
Saint-Martin-de-Juillers település Franciaországban, Charente-Maritime megyében. Lakosainak száma 152 fő (2022. január 1.). Saint-Martin-de-Juillers La Brousse, Cherbonnières, Gibourne és Saint-Pierre-de-Juillers községekkel határos.

## Népesség
A település népessége az elmúlt években az alábbi módon változott:
| Lakosok száma | 219  | 168  | 164  | 157  | 168  | 160  | 158  | 157  | 156  | 152  |
|               | 1968 | 1982 | 1990 | 2006 | 2013 | 2015 | 2017 | 2019 | 2020 | 2022 |